# George Beauclerk (4e duc de Saint-Albans)
Pour les articles homonymes, voir George Beauclerk (homonymie) et Beauclerk.
George Beauclerk, 4e duc de Saint-Albans (5 décembre 1758 – 10 février 1787) est le fils du lieutenant-colonel Charles Beauclerk et un arrière-petit-fils de Charles Beauclerk (1er duc de Saint-Albans).
Il est mort en 1787, âgé de 28 ans à Londres, célibataire et sans enfant, et ses titres passent à son cousin, Aubrey Beauclerk (5e duc de Saint-Albans).